# Victoria Maurette
Victoria Maurette (Buenos Aires, 1982. július 30. –) argentin színésznő, énekesnő, zenész és dalszövegíró.
Legismertebb alakítása Miranda 2009 és 2010 között a Jake és Blake című sorozatban.

## Fiatalkora
Szülei francia származásúak. Néhány hónapos korában családja az Amerikai Egyesült Államokba költözött. Évekkel később először Ecuadorba, majd Mexikóba költöztek. Végül 1994-ben visszaköltöztek Argentínába, ahol Victoria Asociaciones Escuelas Lincolnban végzett. Az iskolában a drámaklub tagja volt és énekelt a kórusban.

## Pályafutása

### Színészi pályafutása
Első szerepe 2001-ben volt a Disney Magical Moments című musicalben. 2007-ben forgatta első angol nyelvű filmjét, a Bulletface című thrillert. Majd két horrorfilmben volt látható, a Left for Dead (2007) és A sötétség városa című filmekben. És a Tales of Ancient Empire című filmben is szerepelt.

### Zenei pályafutása
A diploma megszerzése előtt már bárokban és éjszakai klubokban énekelt. 2009-ben megjelent a Victoria című szólóalbuma.

## Magánélete
Folyékonyan beszél spanyolul és angolul is. 2003 és 2007 között Piru Sáez színésszel járt. 2010. november 11-én feleségül ment Esteban Younghoz. 2012-ben megszületett a lányuk, Emma Young. 2018-ban elváltak.

## Filmográfia

### Filmek
| Év   | Magyar cím        | Eredeti cím                  | Szerep               | Magyar hang |
| ---- | ----------------- | ---------------------------- | -------------------- | ----------- |
| 2019 |                   | Todo por el ascenso          | Moira                |             |
| 2018 |                   | Pocket Films: Rememory       | Mercedez             |             |
| 2018 |                   | Necronomicón                 | Mara                 |             |
| 2018 |                   | 27: El club de los malditos  | Janis                |             |
| 2017 |                   | Los olvidados                | Carla                |             |
| 2017 |                   | Where Is Susan?              | Susan                |             |
| 2016 |                   | 5 A.M. Cinco ante los miedos | Agus                 |             |
| 2011 | Bizarr színház    | The Theatre Bizarre          | Karina               |             |
| 2010 | Vámpírok alkonya  | Tales of an Ancient Empire   | Kara                 |             |
| 2010 |                   | Bulletface                   | Dara Marren          |             |
| 2009 |                   | Los ángeles                  | Lena                 |             |
| 2009 |                   | Kung Fu Joe                  | nő                   |             |
| 2008 | A sötétség városa | Dying God                    | Ingrid               |             |
| 2007 |                   | Left for Dead                | Clementine Templeton |             |

### Televíziós szerepek
| Év        | Magyar cím    | Eredeti cím    | Szerep               | Megjegyzések                        |
| --------- | ------------- | -------------- | -------------------- | ----------------------------------- |
| 2014      |               | Luxo           | Florencia            | 1 epizód                            |
| 2009–2010 | Jake és Blake | Jake & Blake   | Miranda              | főszereplő magyar hangja Vadász Bea |
| 2004      |               | No hay 2 sin 3 | különböző karakterek | 3 epizód                            |
| 2002–2003 |               | Rebelde Way    | Victoria "Vico" Paz  | főszereplő                          |

## Kitüntetései
| Díj                      | Év   | Kategória         | Film          | Eretmény |
| ------------------------ | ---- | ----------------- | ------------- | -------- |
| Buenos Aires Rojo Sangre | 2007 | Legjobb színésznő | Left for Dead | nyert    |